# Joseph Rasqui
Joseph „Jos“ Rasqui (* 14. März 1895 in Boevange-sur-Attert; † 16. Mai 1966 in Esch-sur-Alzette) war ein luxemburgischer Radrennfahrer und nationaler Meister im Radsport.

## Sportliche Laufbahn
Rasqui war im Straßenradsport und im Querfeldeinrennen (heutige Bezeichnung Cyclocross) aktiv. Von 1916 bis 1927 war er Unabhängiger. Die nationale Meisterschaft im Straßenrennen der Unabhängigen gewann er 1916, 1917, 1920, 1921. 1919 wurde er Vizemeister. 1922 holte Rasqui den Titel bei den Luxemburgischen Cyclocross-Meisterschaften. Im Critérium International de Cyclo-cross wurde er 1924 11. und 1925 13.
1918 siegte er vor Mathias Thill in der ersten Austragung des Etappenrennens Grand Prix François Faber. 1922 kann er bei Rund um Köln auf den 4. Platz.
1921 gewann er Nancy–Luxemburg und Neuss–Aachen–Neuss. 1927 wurde er Zweiter bei Verdun–Luxembourg–Verdun.
1922 bestritt Rasqui die Tour de France. Er beendete die Rundfahrt jedoch nicht.